# Янковиці (Бжезінський повіт)
Янковиці (пол. Jankowice) — село в Польщі, у гміні Єжув Бжезінського повіту Лодзинського воєводства.
Населення — 211 осіб (2011).
У 1975-1998 роках село належало до Скерневицького воєводства.

## Демографія
Демографічна структура станом на 31 березня 2011 року:
|          | Загалом | Допрацездатний вік | Працездатний вік | Постпрацездатний вік |
| -------- | ------- | ------------------ | ---------------- | -------------------- |
| Чоловіки | 105     | 24                 | 66               | 15                   |
| Жінки    | 106     | 27                 | 52               | 27                   |
| Разом    | 211     | 51                 | 118              | 42                   |